# Barry Humphries

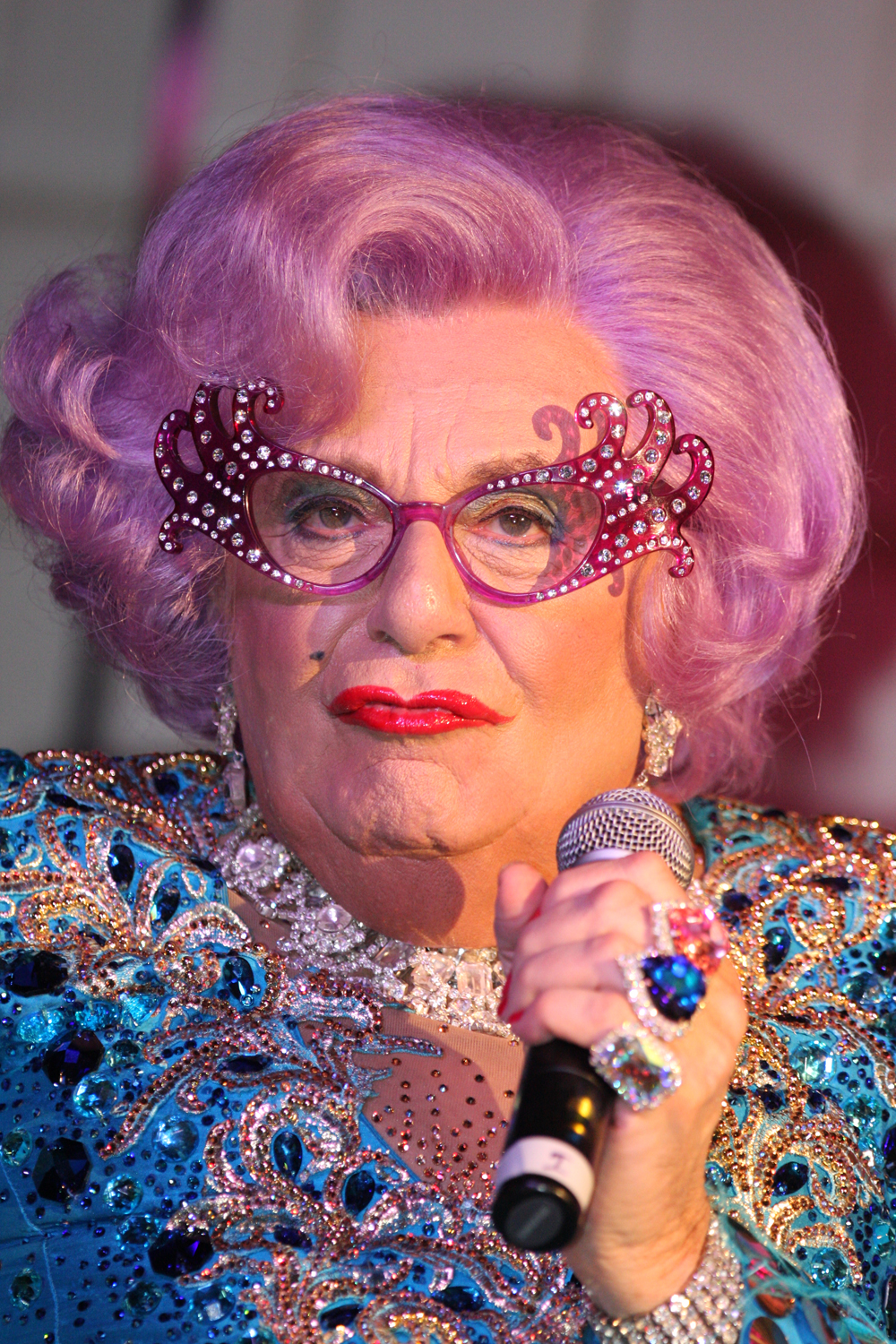
Barry Humphries som Dame Edna (2012).

John Barry Humphries, född 17 februari 1934 i Kew i Melbourne, död 22 april 2023 i Sydney, var en australisk komiker, skådespelare, författare, satiriker och konstnär. Humphries var mest känd för sin rollfigur Dame Edna.

## Biografi
Barry Humphries studerade juridik, filosofi och konsthistoria vid universitetet i Melbourne. Efter att ha skrivit och framfört sånger och sketcher i revyer på universitet engagerades han av den nystartade Melbourne Theatre. 1956 skapade han rollfiguren Mrs Everage, en hemmafru från Melbourne som utvecklats till en internationell megastjärna under namnet Dame Edna. En annan av Humphries komiska karaktärer är den omoraliske, försupne och kvinnojagande politikern Sir Les Patterson. 
På 1960-talet flyttade Humphries till London och medverkade som skådespelare i West End, exempelvis uruppsättningen av Oliver!. Han slog igenom på allvar i Storbritannien 1969, med sin enmansshow Just a Show på Fortune-teatern.
I juni 2007 utnämndes han till kommendör av Brittiska Imperieorden (CBE).
Mellan 2012 och 2015 gjorde Barry Humphries en avskedsturné. Föreställningen Eat, Pray, Laugh. Barry Humphries Farewell Tour hade premiär sommaren 2012 i Australien, vintern 2013 och våren 2014 gjordes den i London och runtom i Storbritannien. Våren 2015 avslutades turnén i USA. 
Sommaren 2015 var Humphries kurator för Adelaide Cabaret Festival.
Humphries skrev två memoarböcker och två romaner bland annat. Han medverkade även som satirisk krönikör i The Spectator.

## Filmografi i urval
- 1976–1977 – The Barry Humphries Show
- 1987–1989 – Dame Edna Show (TV-serie)
- 1997 – Spice World
- 2001–2002 – Ally McBeal (TV-serie)
- 2002 – Nicholas Nickleby
- 2003 – Dame Edna - Live at the Palace (TV-film)
- 2003 – Hitta Nemo (röst)
- 2007 – The Dame Edna Treatment (TV-serie)
- 2009 – Mary & Max
- 2012 – Hobbit: En oväntad resa

## Shower
- Housewife-Superstar! Apollo theatre, London, 1976
- The Life and Death of Sandy Stone, Australienturné, 1990
- Look At Me When I'm Talking To You, London, 1993
- Dame Edna über Deutschland, tysk turné, 1996
- Edna - The Spectacle. Theatre Royal Haymarket, London, 1998
- Dame Edna's The Royal Tour, San Francisco, 1998 och Broadway 1999
- Remember You're Out! Australienturné, 1999
- Back To My Roots. Australienturné, 2003
- Dame Edna. The First Last Tour. USA-turné, 2009
- All About Me. Henry Miller Theatre, New York, 2010
- Eat, Pray, Laugh. Barry Humphries Farewell Tour.  2012-2015